# Wedong
Wedong, wedung - krótki szeroki nóż, używany niegdyś do celów ceremonialnych na uroczystościach z udziałem wodzów na wyspie Jawa, należącej do Indonezji.